# Nicolas Engel (Radsportler)
Nicolas Engel (* 30. April 1902 in Hesperange; † 28. Dezember 1946 in Luxemburg) war ein Radsportler aus Luxemburg und Luxemburgischer Meister im Radsport.

## Sportliche Laufbahn
Engel, der für den Verein Velosport Hesperange antrat, bestritt sowohl Straßen- als auch Bahnrennen und fuhr ebenfalls Querfeldeinrennen. Seine bedeutendsten Erfolge waren die Gewinne mehrerer nationaler Titel im Radsport. So gewann er im Sprint der Junioren 1922, sowie 1929 bei den Berufsfahrern. 1923 wurde er Meister im Straßenrennen der Amateure. 1924 war er Vize-Meister im Querfeldeinrennen sowie 1927 im Straßenrennen der Berufsfahrer hinter Nicolas Frantz. Von 1926 bis 1932 war er Berufsfahrer und bestritt zunächst überwiegend Bahnrennen in Frankreich.

## Berufliches
Nach Beendigung seiner Laufbahn war er zeitweilig als Manager für Radsportler tätig, arbeitete dann als Kellner und betrieb gemeinsam mit seiner Frau ein Café in Luxemburg. 1943 verhaftete ihn die Gestapo, weil er einen Kollaborateur unfreundlich behandelt hatte. Er verbrachte zwei Jahre in einem Konzentrationslager.

## Familiäres
Sein Bruder Jean-Pierre Engel war ebenfalls Radrennfahrer.

## Ehrungen
Der Verein UC Dippach veranstaltete zu seinen Ehren einige Jahre lang den Grand Prix Nick-Engel.